# José de Sousa Porto
José de Souza Porto  (Posse, GO, 11 de abril de 1905 — Pedro Afonso, 19 de abril de 1984) foi um político brasileiro.

## Vida Política e Parlamentar
Foi Deputado Estadual pelo PSD Constituinte na 1.ª Legislatura, de 1947 a 1951, foi Vice-Presidente da Assembléia Constituinte e Presidente da Assembléia Legislativa por dois mandatos de 1949 a 1950 e 1950 a 1951. Deputado Estadual pelo PSD na 2.ª Legislatura de  1951 a 1955. Compôs a Mesa Diretora a 1.ª Vice-Presidência de 1952 a 1953 e a 2.ª Vice-Presidência de 1953 a 1954. Deputado Estadual pelo PSD na 4.ª Legislatura de 1959 a 1963, afastou-se para ocupar Secretaria de Estado. Foi secretário da Agricultura e da Indústria e Comércio, na adm. José Feliciano, 1959-1961. Foi prefeito Municipal de Pedro Afonso pelo PSD de 1961 a 1965. Foi Interino da Governadoria por 12 Horas.

## Outras Informações
Faleceu em 19 de abril de 1984, em Pedro Afonso, em consequência de acidente automobilístico.

## Vida Pessoal
Filho Joaquim de Souza Porto e Maria Augusta de Souza Porto, formou-se na Faculdade de Farmácia e Odontologia, Goiás, 1930, sua profissão era odontólogo e funcionário público, tinha 3 filhos José Carlos, Carlos Regino e Maria Augusta.